# Kimberley Santos
Pour les articles homonymes, voir Santos (homonymie).
Kimberley Santos, née le 21 août 1961, est un mannequin guamanien. 
Elle devient Miss Monde 1980 en remplacement de l'Allemande Gabriella Brum qui renonce à son titre le lendemain de son élection.